# TAT-1

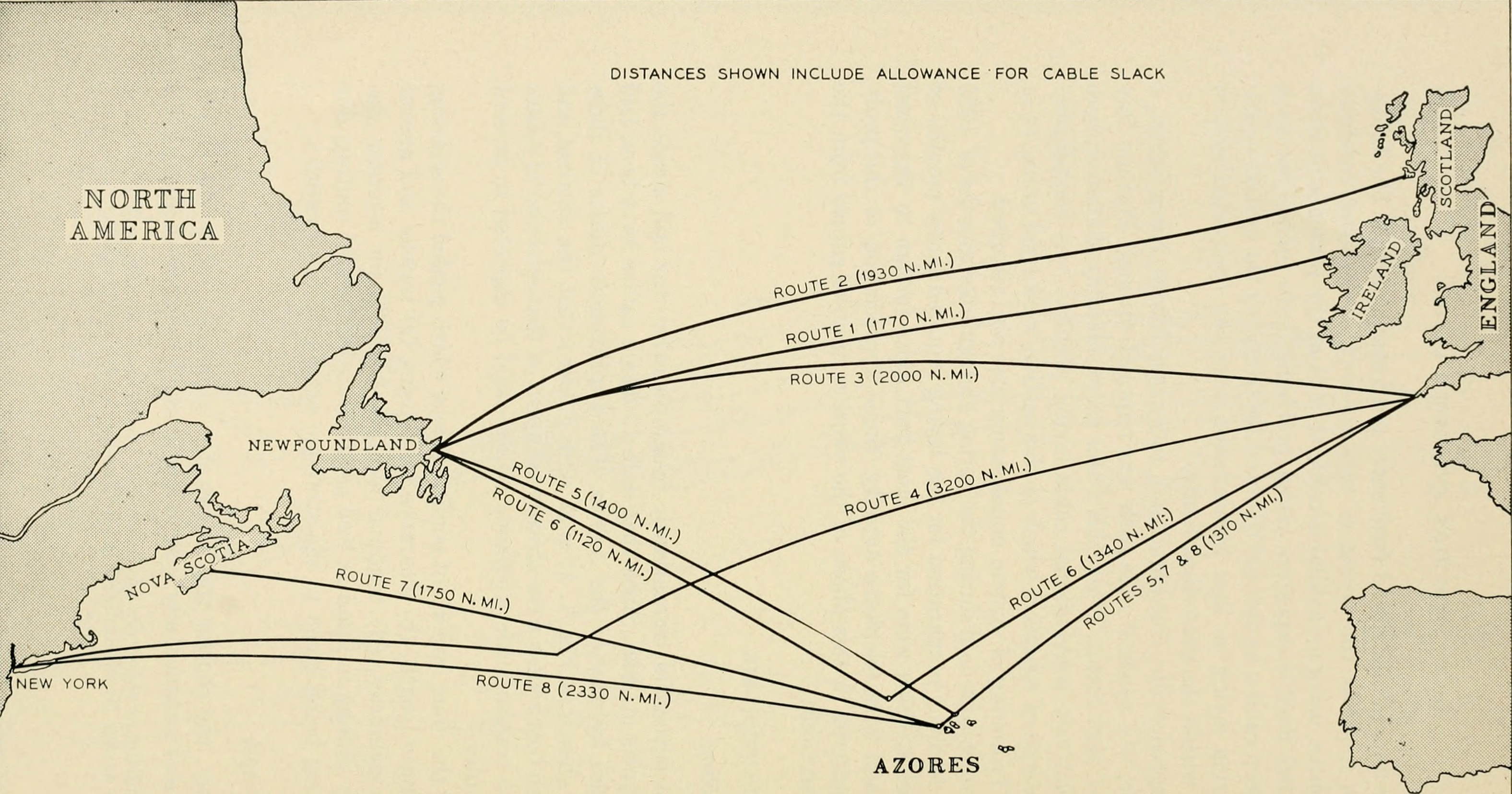
Overwogen trajecten

De TAT-1 (Transatlantic number 1) was het eerste trans-Atlantische telefoonkabelsysteem, bestaande uit een dubbele onderzeekabel (een voor iedere richting). De kabels werden gelegd tussen 1955 en 1956 en verbonden het eiland Kerrera, bij de Schotse plaats Oban, met de gemeente Clarenville op het Canadese eiland Newfoundland. De TAT-1 werd op 25 september 1956 in gebruik genomen.

## Geschiedenis
Nadat in 1858 de eerste werkende telegraafkabel tussen Amerika en Europa was gelegd, volgden vele verbeterde telegraafkabels. Ondanks de opkomst van de telefoon, duurde het tot 1955 voor er een eerste telefoonkabel tussen beide continenten werd gelegd. De ontwikkelingen die TAT-1 mogelijk maakten, waren coaxkabel, een bescherming van polyetheen, goede vacuümbeschermers voor de onderzeese repeaters en een verbetering in aanlegmethoden. Transistors werden niet gebruikt, want deze waren relatief nieuw en de werkzaamheid was niet gegarandeerd.
De overeenkomst om de verbinding te maken werd op 1 december 1953 bekendgemaakt. Het project was een samenwerking tussen de General Post Office van het Verenigd Koninkrijk, de American Telephone & Telegraph Company en de Canadian Overseas Telecommunications Corporation. De kabel was 40% Brits eigendom, 50% Amerikaans en 10% Canadees. De totale kosten lagen rond £120 miljoen.
Er waren twee hoofdkabels, een voor iedere richting van verkeer. Iedere kabel werd in drie secties gemaakt en gelegd, twee beschermd voor lagere diepte en een voor grotere diepte die in totaal 2.800 kilometer lang was. De repeaters werden gemaakt door de Bell Telephone Laboratories en werden om iedere 69 kilometer tussen de kabels geplaatst. In het centrale stuk waren er 51 repeaters.
De kabels werden in de zomer van 1955 en van 1956 gelegd. Het overgrote deel van het werk werd gedaan door het kabelschip Monarch. In Schotland verbond men de kabel met een coaxkabel, die 900 andere circuits had naar de International Exchange in Londen. In Newfoundland kruiste de kabel de Cabotstraat door een andere onderzeese kabel naar Nova Scotia. Van daar werd het signaal naar de Verenigde Staten geleid en in Brunswick (Maine) werd de kabel verbonden met het algemene netwerk.
Toen de lijn op 25 september 1956 geopend werd, vonden er 588 verbindingen plaats tussen Londen en de Verenigde staten en 119 verbindingen tussen Londen en Canada in de eerste 24 uur van dienst. De capaciteit werd al snel uitgebreid tot 48 kanalen. Na het succes van TAT-1 werden er nog vele andere TAT-kabels aangelegd, zoals de TAT-14. De TAT-1-kabel ging in 1978 met pensioen.